# アカイア人

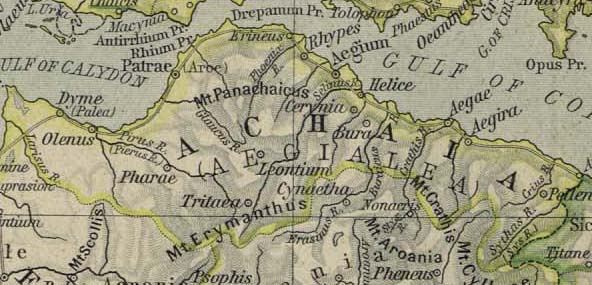

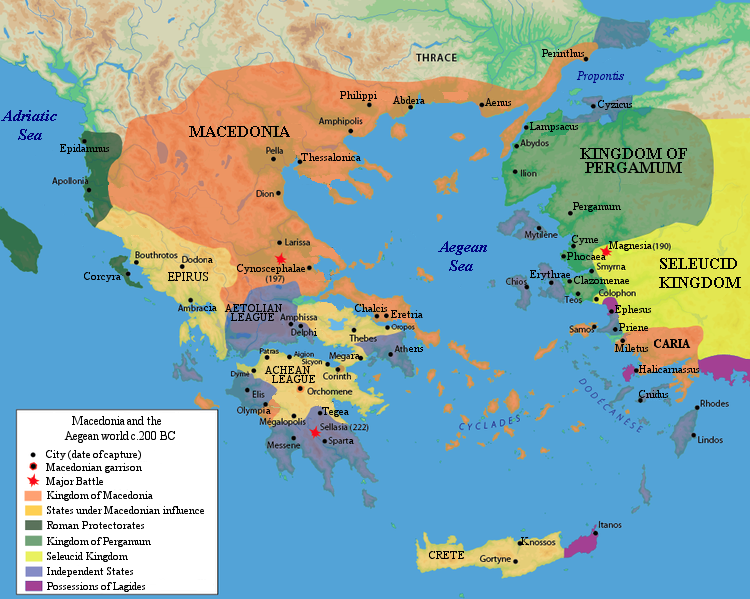
紀元前2世紀のギリシア

アカイア人（アカイアじん、古代ギリシア語: Ἀχαιοί, Achaioi, アカイオイ）とは、紀元前2000年頃テッサリア方面から南下してペロポネソス半島一帯に定住したとされる古代ギリシアの集団。後に、その一部はイオニア人と呼ばれる様になった。

## 概要
アカイオイの呼び名は、『イーリアス』や『オデュッセイア』といったホメロスの叙事詩では、そこで描かれるギリシア人の総称として用いられている。ミケーネ文明を構成した集団と考えられており、ミノア文明を滅ぼした。アナトリア半島に勢力を持ったヒッタイト新王国時代の粘土板文書や、エジプトの碑文に、アヒヤワ（英語: Ahhiyawa）の名前で登場する。
その一部は後に南下してきたドーリア人に征服された。
ミケーネ文明崩壊後、暗黒時代を経てポリス時代に入ってからは、アカイオイの呼称はテッサリア南東部と、シュキオンからエーリスにかけてのコリントス湾岸の住民を指した。この時代のアカイオイが建設した殖民市に、南イタリアのシュバリスやクロトンなどがある。ギリシア本土のアカイオイ12のポリスはアカイア同盟を構成し、アカイオイ以外をも含み拡大した。その後解体し、紀元前280年に4つのポリスによって再結成された。